# 杉並区立桃井第二小学校
杉並区立桃井第二小学校（すぎなみくりつ ももいだいにしょうがっこう）は、東京都杉並区荻窪5丁目にある公立小学校。略称は「桃二小(ももにしょう)」。

## 概要
2024年5月1日時点で通常学級数20、特別支援学級数3、児童数639名。児童数は毎年増加しており、2020年度(520名)と比べて4年間で110名以上増えた。
校歌は、歌人与謝野晶子と山本直忠によるもので、2013年（平成25年）度に杉並区指定文化財に認定された。
荻窪駅まで徒歩約5分と近く、善福寺川や東京都道311号環状八号線に隣接する市街地に位置している。

## 沿革
- 1928年（昭和3年）4月30日 - 桃井第一尋常小学校より東京府豊多摩郡井荻町立桃井第二尋常小学校として分離開校。
- 1932年（昭和7年）10月1日 - 東京市編入により東京市桃井第二尋常小学校に改称。
- 1934年（昭和9年）- 第2期増築 中校舎8教室完成。
  - 8月10日 - 校旗完成。
- 1936年（昭和11年）10月27日 - 校歌完成（作詞：与謝野晶子、作曲：山本直忠）[1][2]。
- 1938年（昭和13年）5月4日 - 講堂完成。
- 1941年（昭和16年）4月1日 - 東京市桃井第二国民学校に改称。
- 1942年（昭和17年）
  - 1月10日 - 若杉小学校開校のため分離。
  - 6月1日 - 西田小学校開校のため分離。
- 1944年（昭和19年）8月14日 - 学童疎開（長野県小県郡別所村ほか5か町村へ）。
- 1947年（昭和22年）4月1日 - 東京都杉並区立桃井第二小学校に改称。
- 1950年（昭和25年）8月30日 - 中校舎八教室 焼失。
- 1956年（昭和31年）8月8日 - プール完成。
- 1958年（昭和33年）6月23日 - 図書館完成。
- 1965年（昭和40年）8月7日 - 昭和3年建築の木造校舎を解体撤去。
- 1966年（昭和41年） -  第1次鉄筋校舎落成（8教室）、第2次鉄筋校舎落成（9教室・給食室）。
- 1969年（昭和44年）3月18日 - 体育館完成。
- 1970年（昭和45年） - 第3次鉄筋校舎落成（6教室）、第4次鉄筋校舎落成（7教室）
- 1979年（昭和54年）
  - 10月17日 - 第5次鉄筋校舎落成（9教室・給食室）。
  - 11月10日 - 校舎落成記念式 。
- 1980年（昭和55年）4月18日 - ひまわり学級開級式。
- 1983年（昭和58年）12月16日 - 桃友会より 校旗（第2代）の寄贈。
- 1988年（昭和63年）8月31日 - 校舎・体育館・放送機の改修工事。
- 1989年（平成元年）8月31日 - 体育館床・壁面の改修工事。
- 1994年（平成6年）3月7日 - コンピュータルーム完成。
- 1998年（平成10年）3月20日 - 給食室増改築工事。
- 2004年（平成16年）
  - 5月1日 - (旧)プール完成。
  - 8月 - 西校舎耐震補強工事。
- 2005年（平成17年）8月31日 - 校舎内装工事。
- 2008年（平成20年）9月 - 校舎外壁塗装工事。
- 2009年（平成21年）9月1日 - 屋上緑地化完了。
- 2010年（平成22年）9月 - 校庭改修工事完了。
- 2011年（平成23年）6月 - 全学級エアコン設置。
- 2012年（平成24年）8月 - 放送設備改修工事完了。
- 2013年（平成25年）8月 - 校舎内床削工事完了。
- 2014年（平成26年）8月 - 校舎内トイレ改修工事完了。
- 2017年（平成29年）
  - 1月 - 仮設体育館完成。
  - 2月 - 旧体育館解体。
  - 3月 - 旧プール解体、仮設校舎（南校舎）完成。
  - 5月 - 旧西校舎解体。
- 2019年（平成31年）3月15日 - 現校舎完成。

## 通学区域
- 杉並区[3]
  - 荻窪3丁目38番,39番（2～14号）,47番（5～18号）,48番、荻窪4丁目全域、荻窪5丁目全域、南荻窪3丁目9～18番,22～33番、南荻窪4丁目1～14番,16～45番、上荻2丁目1～4番,7～10番,14～21番

## 進学先中学校
- 杉並区 [4]
  - 松溪中学校：荻窪3丁目38番,39番（2～14号）,47番（5～18号）,48番、荻窪4丁目全域、荻窪5丁目全域
  - 神明中学校：南荻窪3丁目9～18番,22～33番、南荻窪4丁目1～14番,16～45番
  - 井荻中学校：上荻2丁目1～4番,7～10番,14～21番

## 学区内の主な施設
- 東京都立荻窪高等学校
- 杉並区荻窪体育館
- 杉並区立 ゆうゆう荻窪東館
- 杉並区杉並保健所
- 杉並区立杉並視覚障害者会館
- 荻窪警察署荻窪五丁目交番
- 荻窪税務署
- 荻窪駅

## 交通
- 東日本旅客鉄道（JR東日本）中央線快速、中央・総武緩行線、東京メトロ丸ノ内線「荻窪駅」南口、西口から徒歩約5分

## 著名出身者
- 田家大知（音楽プロデューサー、作詞家、作曲家、映像作家、音楽ライター）
- 佐藤忠志（通称「金ピカ先生」、代々木ゼミナールの講師）

## 関連文献
- 与謝野晶子自筆杉並区立桃井第二小学校校歌・関係資料 - 文化遺産オンライン（文化庁）